# Köttingen (Asbach)
Köttingen ist ein Ortsteil der Ortsgemeinde Asbach im Landkreis Neuwied im nördlichen Rheinland-Pfalz. Der Ort ist landwirtschaftlich, aufgrund des Campingplatzes auch touristisch geprägt.

## Geographie
Der Weiler liegt im Niederwesterwald südwestlich des Hauptortes Asbach im Pfaffenbachtal. Der Ort gliedert sich in zwei Teile, das Unterdorf liegt auf einer Höhe von 225 m ü. NN während das Oberdorf eine Höhe von bis zu 250 m hat. Nordwestlich des Orts liegt der Asbacher Ortsteil Meierseifen. Köttingen ist über die Kreisstraße und 42 mit Germscheid und Bennau verbunden. Die Köttinger Mühle liegt außerhalb des Ortsbereichs.

## Geschichte
Köttingen ist ein alter Siedlungsname. Nach einer früheren Ortsnamensbeschreibung soll Köttingen einen Ort bezeichnen, der von den Söhnen eines „Kotto“ bewohnt war.
Im Jahre 1222 standen in Köttingen zwei Prümer Höfe, die zur Elsaffer Vogtei gehörten. Vogt war „Dietrich von Ütgenbach“. Mitte des 13. Jahrhunderts kam die Region des heutigen Asbacher Landes in den landesherrlichen Besitz des Kurfürstentums Köln. Der Ort war Teil der „Honschaft Elsaff“, die zum Kirchspiel Asbach gehörte und der Verwaltung des kurkölnischen Amtes Altenwied unterstand. In einer 1660 vom Kölner Kurfürsten Maximilian Heinrich angeordneten Bestandsaufnahme hatte Köttingen vier Höfe. 1787 standen in Ober- und in Unterköttingen jeweils fünf Höfe mit insgesamt 42 erwachsenen Einwohnern.
Nachdem das Rheinland 1815 zu Preußen gekommen war, gehörte Köttingen zur Gemeinde Elsaff im damals neu gebildeten Kreis Neuwied und wurde von der Bürgermeisterei Asbach verwaltet. Nach einer Volkszählung aus dem Jahr 1885 hatte Köttingen 48 Einwohner, die in 9 Häusern lebten. In der gesondert aufgeführten Köttinger Mühle lebten 7 Personen.
Bis zum 16. März 1974 gehörte Köttingen zu der bis dahin eigenständigen Gemeinde Elsaff, welche mit gleichem Datum aufgelöst wurde und deren Ortschaften entsprechend der ehemaligen Kirchspielzugehörigkeit den neu gebildeten Ortsgemeinden Asbach und Buchholz zugeordnet wurden. Hierbei kam Köttingen zu Asbach und gehört seitdem zur Gemarkung Elsaff-Asbach. 1987 zählte Köttingen 72 Einwohner.

## Köttinger Mühle
Die Köttinger Mühle war ursprünglich eine Ölmühle und wurde erstmals 1652 urkundlich erwähnt. Im Jahr 1817 wird sie in einer Statistik als Mahlmühle aufgeführt. In der Köttinger Mühle wurde bis Anfang der 1950er Jahre gemahlen. Das Mühlengebäude, ein Fachwerkbau, wurde Ende der 1980er Jahre renoviert.

## Sehenswürdigkeiten
- Als historisches Bauwerk wurde ein Quereinhaus (Oberdorf, Bennauer Straße 6) als Kulturdenkmal in die Denkmalliste des Landes Rheinland-Pfalz aufgenommen. Das Fachwerkhaus stammt im Kern aus dem 17. Jahrhundert.[7]
- Siehe auch: Liste der Kulturdenkmäler in Asbach (Westerwald)